# Polyrhaphis fabricii
Polyrhaphis fabricii är en skalbaggsart som beskrevs av Thomson 1865. Polyrhaphis fabricii ingår i släktet Polyrhaphis och familjen långhorningar.
Artens utbredningsområde är:
- Guyana.
- Surinam.

Inga underarter finns listade i Catalogue of Life.